# Governatorato della Tauride
La Gubernija della Tauride (in russo Таврическая губерния?, Tavričeskaja gubernija; in tataro di Crimea: Таврия губернасы, Tavriya gubernası; in ucraino Таврійська губернія?, Tavrijsʾka gubernija) fu una gubernija dell'Impero russo, che occupava approssimativamente il territorio della regione storica della Tauride, ora penisola di Crimea. Istituita nel 1802, esistette fino al 1917 ed aveva come capoluogo Sinferopoli.

## Geografia fisica
Il territorio del governatorato era suddiviso geograficamente in due nuclei ben distinti, il nord era formato dalle terre ucraine che si affacciavano sul Mar Nero mentre il sud era formato dalla penisola di Crimea.
Il governatorato della Tauride confinava a nord con quelli di Ekaterinoslav e di Cherson. Ad est confinava con il Mar d'Azov e lo stretto di Kerč'. A sud e ad ovest era bagnato dal Mar Nero.
La popolazione delle contee della terraferma continentale era composta prevalentemente da russi, ucraini, bulgari, ebrei ed armeni. Nella penisola di Crimea vi abitavano perlopiù tartari di Crimea, russi, tedeschi, greci e caraiti.

## Geografia antropica

### Suddivisioni amministrative
Il territorio del governatorato era suddiviso in otto contee e due città municipali. Delle contee, tre occupavano la terraferma:
- contea di Berdjans'k
- contea di Aleški
- contea di Melitopol'

Le altre cinque erano situate nella penisola di Crimea:
- contea di Eupatoria
- contea di Perekop
- contea di Simferopoli
- contea di Feodosia
- contea di Jalta

- Sebastopoli e Kerč' costituivano due città autonome.

Fino al 1820 era inclusa nel governatorato la contea di Tmutarakan, situata nella penisola di Taman', sulla sponda opposta dello stretto di Kerč'. Tra il 1804 ed il 1829 Nel 1914 Jalta passò da contea a città autonoma.

## Lingue
Secondo il censimento imperiale del 1897 abitavano nel Governatorato della Tauride 1 447 790 persone, dei quali 762 804 uomini e 684 986 donne.
| Lingua                                                   | Numero  | Percentuale (%) |
| -------------------------------------------------------- | ------- | --------------- |
| Ucraino                                                  | 611,121 | 42.21           |
| Russo                                                    | 404,463 | 27.94           |
| Bielorusso                                               | 9,726   | 0.67            |
| Polacco                                                  | 10,112  | 0.70            |
| Ceco o slovacco                                          | 1,962   | 0.14            |
| Bulgaro                                                  | 41,260  | 2.85            |
| Romeno                                                   | 2,259   | 0.16            |
| Italiano                                                 | 1,121   | 0.08            |
| Tedesco                                                  | 78,305  | 5.41            |
| Romaní                                                   | 1,433   | 0.10            |
| Yiddish                                                  | 55,418  | 3.83            |
| Greco                                                    | 18,048  | 1.25            |
| Armeno                                                   | 8,938   | 0.62            |
| Estone                                                   | 2,210   | 0.15            |
| Tataro di Crimea                                         | 196,854 | 13.60           |
| Turco                                                    | 2,197   | 0.15            |
| Persone che non hanno riconosciuto la loro lingua natale | 71      | <0.01           |
| Altri                                                    | 2,292   | 0.16            |